# Найди меня, если сможешь
«Найди меня, если сможешь» — художественный фильм-триллер 2016 года режиссёра Зака Уидона.

## Сюжет
Клэр (Аннабелль Уоллис) и Дэвид (Аарон Пол) знакомятся случайно, после чего у них завязывается бурный роман. После трех лет совместной жизни Клэр исчезает. Через год после этого выясняется, что она полностью придумала свою биографию, и Дэвид начинает собственное расследование её исчезновения.

## В ролях
| Актёр            | Роль       |
| ---------------- | ---------- |
| Аарон Пол        | Дэвид      |
| Аннабелль Уоллис | Клэр       |
| Гаррет Диллахант | Джон Хэлл  |
| Энвер Джокай     | Александр  |
| Терри Чан        | Крис Слоан |
| Крис Чок         | Кайл       |